# 夏の葬列
『夏の葬列』（なつのそうれつ）は、山川方夫による1962年の小説作品。ショートショートに分類される。

## 出版
1962年8月1日に『ヒッチコック・マガジン』で発表された。その後、中学校の国語の教科書に採用された。

## 舞台
作品の舞台である「海岸の小さな町」は神奈川県二宮町であるとされる。1945年8月5日に二宮町で発生した機銃掃射事件が本作の着想となった。

## 登場人物
彼
作品の語り手。東京住まいであるが、出張帰りにある海岸の小さな町に立ち寄った。そこはかつて疎開児童としてヒロ子と共に過ごした場所だった。
ヒロ子
彼と同じように東京から疎開していた少女。彼より2学年年上であり、大柄で勉強もよく出来、弱虫の彼を庇ってくれた。真っ白なワンピースを着ている。

## テレビドラマ
1963年4月3日にANN系列でテレビドラマ化された。

### キャスト
- 坂本武
- 和田孝
- 千秋みつる
- 桐生かほる